# HMS Bellerophon (1907)
La HMS Bellerophon fu la prima nave dell'omonima classe di tre corazzate dreadnought costruite dalla Royal Navy nel primo decennio del XX secolo. Passò l'intera carriera assegnata alla Home o Grand Fleet. Prese parte alla Battaglia dello Jutland nel maggio 1916 e all'inconclusiva azione del 19 agosto ma la maggior parte del suo servizio nella prima guerra mondiale fu di pattuglia e addestramento nel Mare del Nord. La nave fu dichiarata obsoleta alla fine della guerra e fu usata come nave scuola prima di essere posta in riserva. La Bellerophon fu venduta per la demolizione nel 1921 e demolita l'anno successivo.

## Progetto e descrizione
Il progetto della classe Bellerophon fu derivato da quello della rivoluzionaria HMS Dreadnought, con un piccolo aumento di taglia, corazzatura e un armamento secondario più potente. La Bellerophon aveva una lunghezza fuori tutto di 160,3 m, un baglio massimo di 25,1 m e un'immersione di 8,2 m. Dislocava 18 894 t con carico normale e 22 718 t a pieno carico. Nel 1909 l'equipaggio consisteva in 680 tra ufficiali e marinai e 720 nel 1910.
La Bellerophon era propulsa da due set di turbine a vapore Parsons, ognuno collegato a 2 eliche, che utilizzavano il vapore di 18 caldaie Babcock & Wilcox a carbone. Le turbine erano da 17 000 kW per poter sviluppare una velocità di 21 nodi. Durante le prove in mare del 2 novembre 1908, raggiunse la velocità di 21,64 nodi da 26 863 kW. La Bellerophon aveva un'autonomia di 5 720 miglia nautiche alla velocità di crociera di 10 nodi.

### Armamento e corazzatura
La classe Bellerophon era equipaggiata con dieci cannoni Mk X da 305 mm in cinque torrette binate, tre sull'asse di simmetria e le altre due sui fianchi. Le torrette sull'asse erano designate 'A', 'X' e 'Y', da prua a poppa, e le torrette di sinistra e dritta erano rispettivamente la 'P' e la 'Q'. L'armamento secondario, pensato contro le torpediniere, consisteva in 16 cannoni Mk VII da 102 mm. Questi cannoni erano installati a coppie sul tetto delle torrette centrali di prua e poppa e sulle due laterali su affusti non schermati. I rimanenti otto erano posizionati sulla sovrastruttura. Le navi avevano anche tre tubi lanciasiluri da 450 mm, uno su ogni fiancata più uno a poppa, e quattro cannoni a salve da 47 mm.
La classe Bellerophon aveva una cintura corazzata la galleggiamento di corazza cementata Krupp da 254 mm tra le barbette di prua e poppa che si riduceva a 152 mm a prua e 127 mm a poppa fino alle estremità. Sopra la cintura c'era un corso di fasciame corazzato da 203 mm. Una paratia obliqua da 203 mm collegava la cintura corazzata alle barbette posteriori. Non c'era un equivalente prodiero.
Le tre barbette centrali erano protette da una corazzatura di 229 mm sul ponte principale che si assottigliava fino a 127 mm sotto di esso, eccetto per la barbetta di poppa che era spessa 229 mm per tutta l'altezza. Le barbette laterali erano simili, solo che avevano una corazza di 254 mm sul ponte. Le torrette avevano le superfici laterali di 279 mm e coperture da 76 mm. I tre ponti corazzati variavano in spessore tra 19 e 102 mm. I lati della torre di comando erano protetti da lastre da 279 mm, anche se il retro e la copertura erano rispettivamente da 203 e 76 mm. le navi furono le prime britanniche ad avere paratie anti-siluro, spesse da 19 a 76 mm, che ricoprivano lo scafo tra i magazzini di prua e poppa.

#### Modifiche

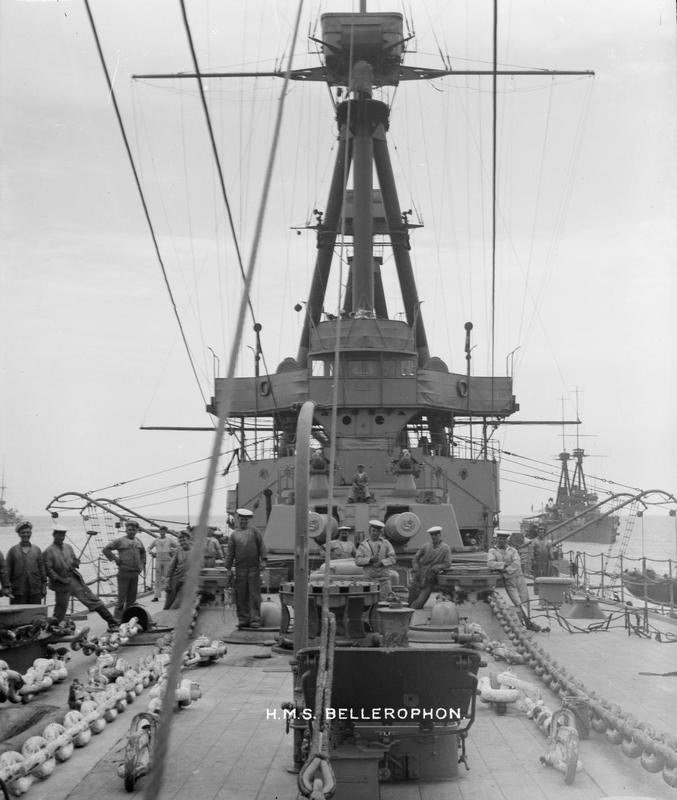
Il ponte della Bellerophon, precedente al 1914.

Un sistema di puntamento sperimentale fu montato nel 1910 sulla coffa d'avvistamento prodiera. I cannoni sulla copertura della torretta prodiera furono trasferiti sulla sovrastruttura nel 1914 e i cannoni sopra le torrette laterali furono ricollocati sulla sovrastruttura poppiera tra il 1914 e il 1915. Tutti i cannoni da 102 mm sulle sovrastrutture furono dotati di una posizione protetta per proteggere i serventi. In aggiunta, un cannone contraereo da 76 mm fu aggiunto sulla piattaforma su cui precedentemente era installata un proiettore di ricerca, fra le due torrette poppiere. Poco dopo, i cannoni sulla torretta poppiera furono rimossi così come un paio sulla sovrastruttura. Nello stesso periodo fu aggiunto un ulteriore cannone contraereo da 76 mm sulla torretta poppiera.
Per il maggio 1916 era stato installato un sistema di puntamento sull'albero a tripode prodiero, ma non fu completamente approntato fino alla fine del mese. Dopo la battaglia dello Jutland furono aggiunte 23 t di armatura sul ponte. Nello stesso anno la nave fu modificata per operare palloni aerostatici. Prima dell'aprile 1917, sulla Bellerophon il cannoncino da 76 mm sulla torretta "Y" fu cambiato con un cannone contraereo da 102 mm e il tubo lanciasiluri poppiero fu rimosso. Nel 1918 fu installato un telemetro per alzi elevati e il cannone antiaereo da 102 mm fu spostato sul cassero. Dopo la fine della guerra tutti i cannoni contraerei furono rimossi.

## Costruzione e carriera

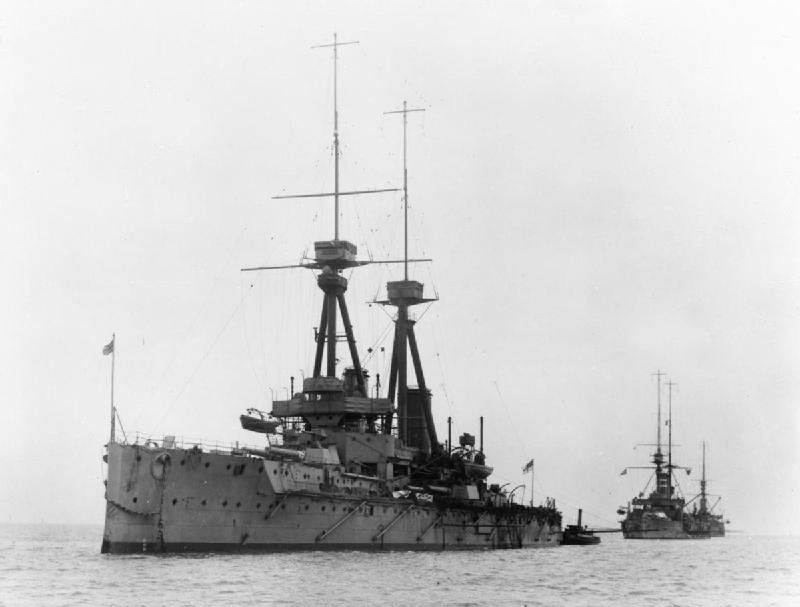
La Bellerophon all'ancora, 1911.

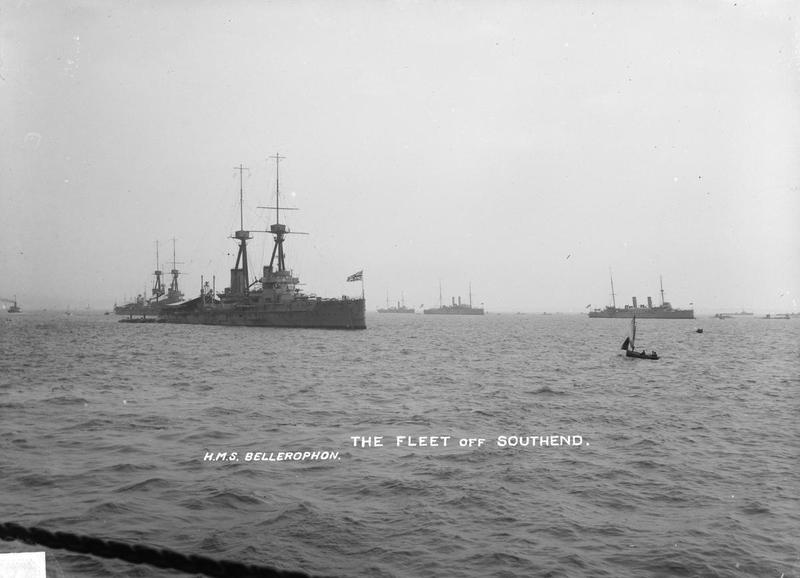
La flotta all'ancora nel Southend, la Bellerophon è la più vicina all'obiettivo. Prima del 1914.

La Bellerophon prese il nome dall'eroe mitico Bellerofonte e fu la terza nave con questo nome a servire nella Royal Navy. La nave fu ordinata il 30 ottobre 1906 e fu impostata presso l'HMNB di Portsmouth il 3 dicembre 1906. Fu varata il 27 luglio 1907 e completata nel febbraio 1909. Incluso l'armamento, il suo costo fu tra 1 763 491 e 1 765 342. La Bellerophon entrò in servizio il 20 febbraio 1909 e fu assegnata alla Nore Division della Home Fleet, prima che la divisione fosse rinominata 1st Division il mese seguente. Fu comandata dal capitano di vascello Hugh Evan-Thomas e partecipò alle manovre combinate della flotta tra giugno e luglio. La nave fu passata in rivista dal re Edoardo VII e dallo zar Nicola II di Russia durante la Settimana di Cowes il 31 luglio dello stesso anno. La nave partecipò alle manovre di flotta nell'aprile e luglio 1910 prima di essere raddobbata a Portsmouth. La Bellerophon partecipò agli esercizi combinati delle Mediterranean, Home e Atlantic Fleet nel gennaio 1911 e il 26 maggio fu leggermente danneggiata da una collisione con l'incrociatore da battaglia Inflexible. La nave era presente alla rivista della flotta per l'incoronazione di re Giorgio V a Spithead il 24 giugno e poi partecipò ad esercizi d'addestramento con l'Atlantic Fleet. Fu raddobbata nuovamente durante l'anno. Il 1 maggio 1912 la 1st Division fu rinominata 1st Battle Squadron (BS). La nave era presente alla rivista navale del parlamento il 9 luglio a Spithead e quindi partecipò alle manovre navali in ottobre. In novembre la Bellerophon si esercitò con la Mediterranean Fleet e visitò Atene, in Grecia. Il 10 marzo 1914 la nave fu trasferita al 4th Battle Squadron.

### Prima guerra mondiale
La Bellerophon prese parte in un test di mobilitazione e rivista della flotta tra il 17 e il 20 luglio 1914 come parte della risposta britannica alla crisi di luglio. La nave era in navigazione per arrivare a Gibilterra per un raddobbo pianificato quando fu richiamata nella Home Fleet a Scapa Flow. La nave ebbe una collisione con il mercantile SS St Clair davanti alle Orcadi il giorno seguente, ma non ebbe quasi alcun danno. In agosto, dopo lo scoppio della prima guerra mondiale, la Home Fleet fu rinominata Grand Fleet e posta al comando dell'ammiraglio John Jellicoe. La sera del 22 novembre la Grand Fleet condusse una caccia infruttuosa nella metà meridionale del Mare del Nord. La Bellerophon fu nel corpo principale a supporto degli incrociatori da battaglia del 1st Battlecruiser Squadron al comando del viceammiraglio David Beatty. La flotta fu di ritorno in porto a Scapa il 27 novembre. Il 16 dicembre la Grand Fleet prese il mare durante un attacco tedesco alle città costiere di Scarborough, Hartlepool e Whitby, ma fallì nell'ingaggiare la Hochseeflotte. La Bellerophon e il 4th BS condussero esercitazioni di tiro a nord delle Ebridi il 24 dicembre e poi si unirono al resto della flotta per un'altra caccia nel Mare del Nord tra il 25 e il 27 dicembre.
Le navi di Jellicoe, inclusa la Bellerophon, svolsero delle esercitazioni di tiro tra il 10 eil 13 gennaio 1915 a ovest delle Orcadi e delle Shetland. La sera del 23 gennaio il grosso della Grand Fleet salpò in supporto degli incrociatori di Beatty, ma la Bellerophon e il resto della flotta non parteciparono alla seguente battaglia di Dogger Bank il giorno seguente. Tra il 7 e il 10 marzo la Grand Fleet incrociò nel Mare del Nord settentrionale e condusse manovre d'addestramento. Un'altra sortita simile si svolse dal 16 al 19 marzo. L'11 aprile la Grand Fleet condusse un pattugliamento del Mare del Nord centrale e ritornò in porto l 14 dello stesso mese. Un'altra simile operazione si svolse tra il 17 e il 19 aprile, seguita da esercitazioni di tiro alle Shetland il 20 e 21 dello stesso mese. In maggio la Bellerophon fu raddobbata a Devonport. Tra l'11 e il 14 giugno la flotta svolse esercitazioni di tiro ed esercizi di battaglia a ovest delle Shetland e ulteriore addestramento davanti alle isole iniziò l'11 luglio. Tra il 2 e il 5 settembre la flotta condusse un'ulteriore caccia nel Mare del Nord settentrionale e svolse esercitazioni di tiro. Per il resto del mese la Grand Fleet condusse numerosi altri esercizi d'addestramento. La nave, insieme alla maggior parte della Grand Fleet, effettuò un'altra sortita nel Mare del Nord tra il 13 e il 15 ottobre. Quasi tre settimane dopo la Bellerophon partecipò ad un esercizio di flotta ad ovest delle Orcadi tra il 2 e il 5 novembre.

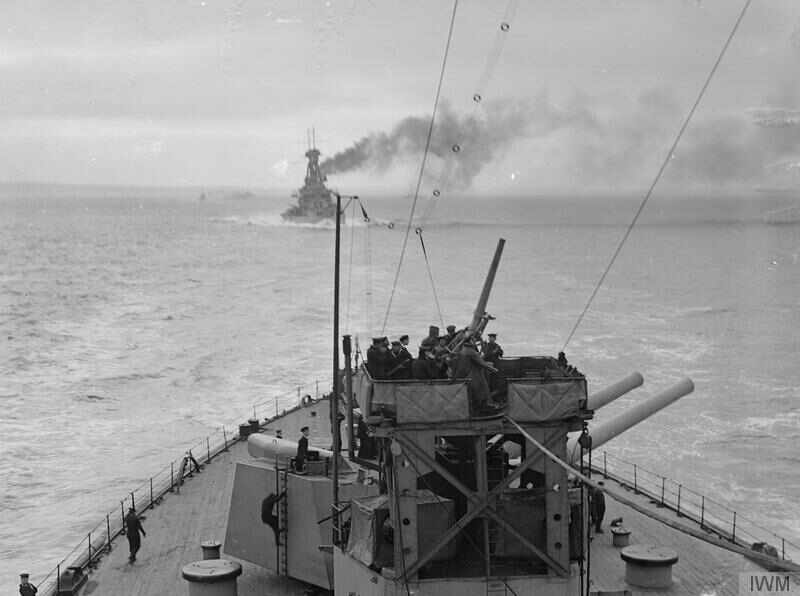
Esercitazioni col nuovo cannone antiaereo sulla Bellerophon a Scapa Flow

La flotta partì per incrociare nel Mare del Nord il 26 febbraio 1916. Jellicoe aveva intenzione di usare la Harwich Force, composta da incrociatori e cacciatorpediniere, per incrociare nella baia di Helgoland ma il tempo avverso bloccò le operazioni nella parte meridionale del Mare. Come risultato l'operazione fu confinata alla parte settentrionale del Mare del Nord. Un'ulteriore uscita fu effettuata il 6 marzo ma dovette essere interrotta il giorno seguente perché il tempo era peggiorato troppo per i cacciatorpediniere di scorta. La notte del 25 marzo la Bellerophon e il resto della flotta salparono da Scapa Flow per dare supporto agli incrociatori di Beatty e ad altre forze leggere che stavano attaccando la base tedesca di zeppelin di Tønder. Per quando la flotta arrivò nell'area le forze tedesche e britanniche avevano già disingaggiato e una forte burrasca metteva in pericolo il naviglio minore, quindi fu ordinato di rientrare alla base. Il 21 aprile la Grand Fleet condusse una dimostrazione davanti all'Horns Rev per distrarre i Tedeschi mentre la Marina Imperiale Russa ripiazzava i suoi campi minati difensivi nel Baltico. La flotta ritornò a Scapa Flow il 24 aprile per fare rifornimento prima di procedere a sud in risposta a dati dell'intelligence che segnalavano che i Tedeschi stessero per lanciare un raid su Lowestoft, ma arrivò solo quando i nemici si erano già ritirati. Tra il 2 e il 4 maggio la flotta condusse un'altra dimostrazione davanti all'Horns Rev per tenere l'attenzione dei Tedeschi puntata sul Mare del Nord.

#### Battaglia dello Jutland
In un tentativo di stanare e distruggere una porzione della Grand Fleet, la Hochseeflotte, composta da 16 corazzate, 6 corazzate pre-dreadnought e navi di supporto, partì dalla baia di Jade la mattina del 31 maggio. La flotta navigò congiuntamente ai cinque incrociatori da battaglia del contrammiraglio Franz von Hipper. La Room 40 della RN intercettò e decrittò traffico radio tedesco contenente i piani dell'operazione. In risposta, l'Ammiragliato ordinò alla Grand Fleet, un totale di 28 corazzate e 9 incrociatori da battaglia, di salpare la notte precedente per intercettare e distruggere la Hochseeflotte.
Il 31 maggio la Bellerophon, allora sotto il comando del capitano di vascello Edward F. Bruen, fu la quattordicesima nave della linea di battaglia dopo il dispiegamento della formazione. Nella prima parte della battaglia la nave sparò ad intermittenza sull'incrociatore leggero già danneggiato SMS Wiesbaden dalle 18:25 e probabilmente nello stesso tempo ingaggiò anche alcune corazzate tedesche ma non dichiarò di aver colpito nulla. Alle 19:17 la nave aprì il fuoco contro all'incrociatore da battaglia SMS Derfflinger e piazzò un colpo che fu deviato dalla torre di comando. L'unico danno che i proiettili perforanti causarono fu a causa di una scheggia che distrusse il telemetro sulla torretta 'B'. Circa 10 minuti dopo la Bellerophon ingaggiò vari cacciatorpediniere tedeschi senza risultati. Questa fu l'ultima volta che la nave usò i cannoni in battaglia. Non risultò danneggiata e sparò un totale di 62 proiettili da 305 mm e 14 da 102 mm.

#### Attività seguente

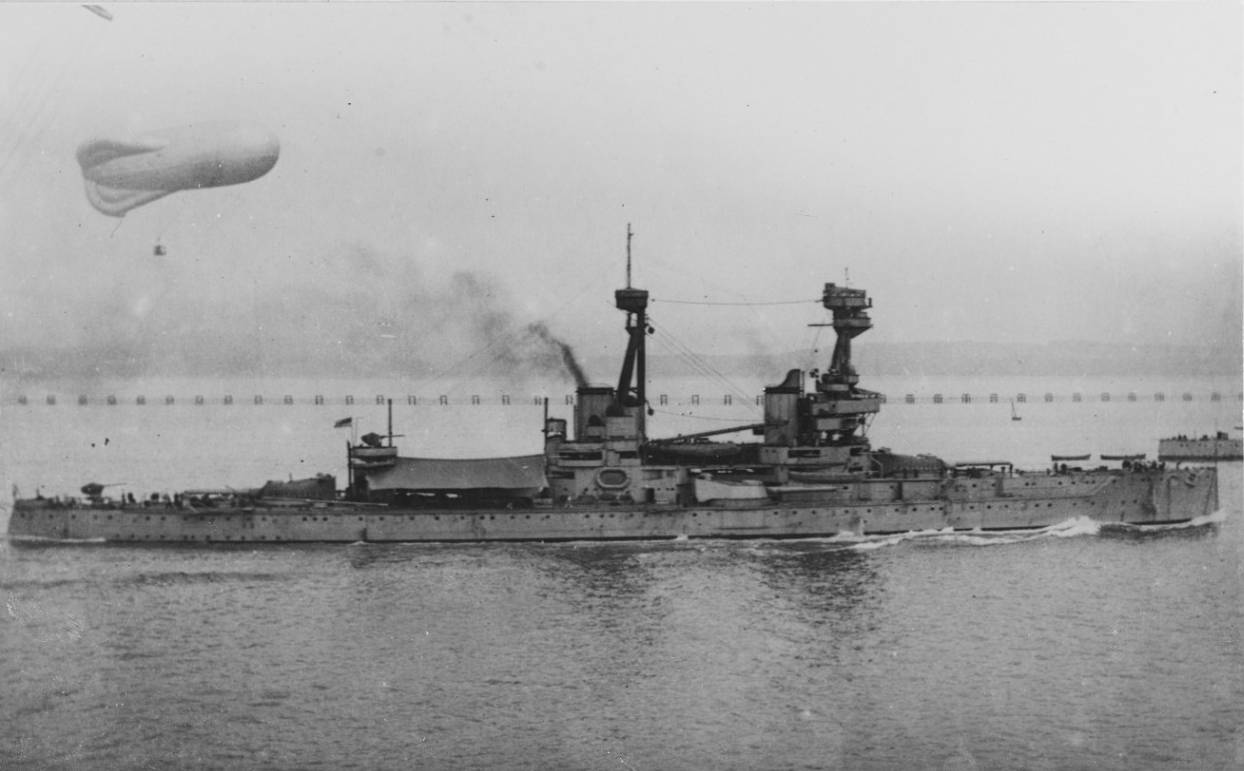
La Bellerophon in navigazione, 1918.

La Grand Fleet effettuò una sortita il 18 agosto per tendere un'imboscata alla Hochseeflotte mentre navigava a sud nel Mare del Nord, ma una serie di comunicazioni errate ed errori impedirono a Jellicoe di intercettare la flotta tedesca prima che ritornasse in porto. Due incrociatori leggeri furono affondati da u-boot tedeschi durante l'operazione, spingendo Jellicoe a decidere di non rischiare le unità maggiori a sud dei 55° 30' N a causa dell'alto numero di sommergibili e mine nemiche. L'Ammiragliato concordò e decise che la Grand Fleet non sarebbe più uscita se non in caso di possibile invasione dell'Inghilterra o di una forte possibilità di forzare la flotta tedesca ad un combattimento con condizioni favorevoli per i Britannici.
Tra il giugno e il settembre 1917 la Bellerophon servì come seconda ammiraglia del 4th BS, issando le insegne del contrammiraglio Roger Keyes e dell'allora contrammiraglio Douglas Nicholson, mentre la prima ammiraglia, la Colossus, era in bacino per il raddobbo. Insieme al resto della Grand Fleet effettuò una sortita il 23 aprile 1918 dopo che alcune trasmissioni radio rivelarono che la Hochseeflotte era in mare dopo aver fallito l'intercetto di un convoglio regolare britannico per la Norvegia. I Tedeschi erano troppo distanti cosicché non furono sparati colpi. La nave era a Rosyth, in Scozia, quando la flotta tedesca si arrese il 21 novembre 1918 e la Bellerophon divenne una nave scuola per artiglieri nel marzo 1919 presso il Nore. Fu sollevata dall'incarico dalla nave gemella Superb il 25 settembre e posta in riserva a Devonport dove la nave fu raddobbata fino all'inizio del 1920. La nave fu posta nella lista di vendita il 14 agosto 1921. La Bellerophon fu venduta a Slough Trading Co. L'8 novembre 1921 per 44 000 £ e fu rivenduta ad una compagnia tedesca nel settembre 1922. La nave lasciò Plymouth, trainata alla volta della Germania, il 14 settembre e fu conseguentemente demolita.